# 京滋マツダ
株式会社京滋マツダ（けいじマツダ）は京都府京都市南区にある、京都府・滋賀県を営業エリアとするマツダの自動車ディーラー。

## 概説
- 1951年（昭和26年）- 株式会社滋賀マツダモータース設立。
- 1959年（昭和34年）- 株式会社マツダオート京都（後のアンフィニ京都）設立
- 1982年（昭和57年）- 滋賀マツダモータースが株式会社滋賀マツダに社名変更。
- 2003年（平成15年）1月 - マツダアンフィニ京都と滋賀マツダが合併し、株式会社京滋マツダとなる。

## 補足
- 営業エリア内の「京都マツダ」は、地場独立資本「マツシマホールディングス」の経営である。
- 滋賀県エリアでは、1977年にマツダオート滋賀が滋賀マツダモータースと合併したことで、滋賀マツダがマツダアンフィニ店を展開していた。